# تشيلسي موسم 2019–20
كان موسم 2019–20 هو الموسم الـ106 لتشيلسي، والموسم الحادي والثلاثين على التوالي في الدوري الإنجليزي الممتاز، والموسم الثامن والعشرون على التوالي في الدوري الإنجليزي الممتاز، والموسم الرابع عشر بعد المائة منذ وجود النادي كنادي كرة قدم.  وكان من المقرر أن يغطي الموسم الفترة من 1 يوليو 2019 إلى 30 يونيو 2020، ولكن بسبب تعليق كرة القدم بسبب جائحة كوفيد-19، تم تمديده إلى 8 أغسطس 2020.
كان هذا الموسم هو الأول منذ موسم 2011–12 بدون إيدن هازارد، الذي انتقل إلى ريال مدريد. 
في 16 يونيو 2019، غادر المدير ماوريسيو ساري تشيلسي، ووقع مع يوفنتوس.  في 4 يوليو، وقع اللاعب السابق فرانك لامبارد على عقد مدته ثلاث سنوات، ليحل محل ساري كمدرب رئيسي. 